# José Mari Bakero
José María Bakero Escudero, född 11 februari 1963, är en spansk fotbollstränare och före detta professionell fotbollsspelare. Han spelade som offensiv mittfältare för fotbollsklubbarna Real Sociedad, Barcelona och Veracruz mellan 1980 och 1997. Han spelade också 30 landslagsmatcher för det spanska fotbollslandslaget mellan 1987 och 1994.
Efter spelarkarriären har han tränat Puebla, Málaga B, Real Sociedad, Polonia Warszawa, Lech Poznań och Juan Aurich.

## Titlar
| Real Sociedad - Ligamästerskap (2) - Copa del Rey (1) - Supercopa de España (1) | FC Barcelona - Ligamästerskap (4) - Copa del Rey (1) - Supercopa de España (4) - Europacupen (1) - Cupvinnarcupen (2) - Uefa Super Cup (1) |